# Windmill (операция ВМС США)

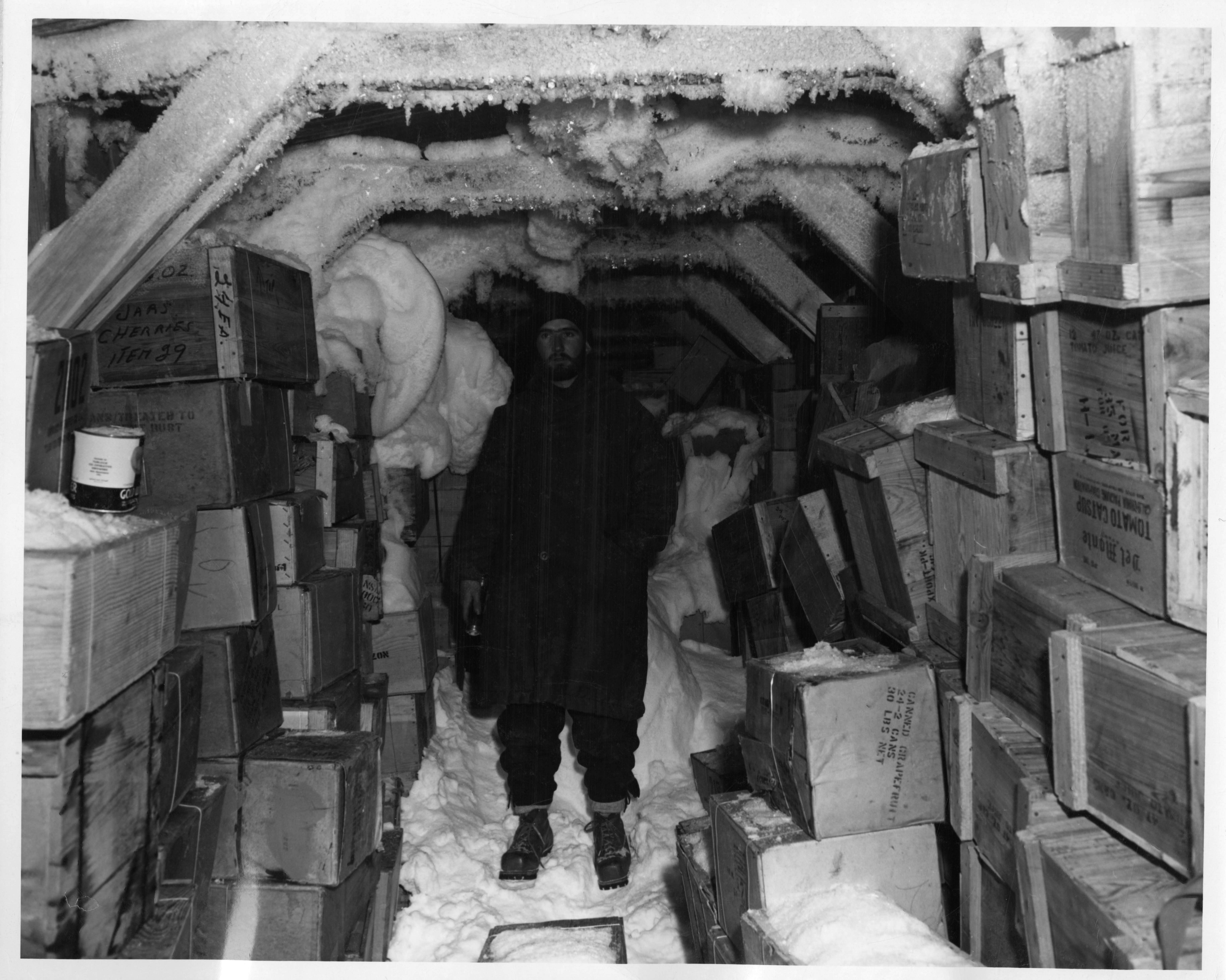
Провиант для экспедиции «Windmill», 1947

Операция «Windmill» (OpWml) — антарктическая экспедиция ВМС США, проведённая в 1947—1948 годах. Экспедиция продолжила исследования, проведённые в рамках операции «Highjump». Экспедицией руководил капитан 2 ранга Джеральд Кетчум. Флагманским кораблём экспедиции был ледокол WAGB-283 «Бартон-Айленд».